# Land Command
Das Land Command (oder 'HQ Land') war von 1995 bis 2008 ein militärisches Kommando der British Army, der Landstreitkräfte des Vereinigten Königreiches Großbritannien und Nordirland.
Im Jahr 1972 wurde das Hauptquartier der britischen Landstreitkräfte (HQ UK Land Forces) in Wilton gegründet um die bisherigen Bereiche Northern Command, Southern Command und Western Command zusammen zu führen. Die britischen Landstreitkräfte waren damit, im Wesentlichen, zwei Armeekommandos unterstellt. Das andere war die Britische Rheinarmee, in Deutschland.
Im Jahr 1995 übernahm das HQ UK Land Forces die Kontrolle über die Truppen in Deutschland und den meisten anderen Orten. Die verbliebenen Truppen der Britischen Streitkräfte in Deutschland wurden nach der Auflösung des Hauptquartiers der britischen Rheinarmee ihrem Kommando unterstellt. Es wurde zum HQ Land Command und übernahm am 1. April 1995 die Kontrolle über fast alle Kampf- und Kampfunterstützungseinheiten der britischen Armee. Das Hauptquartier befand sich in den Erskine Barracks, in der Nähe von Salisbury.
Bei seiner Gründung umfasste das Land Command 69.200 reguläre Soldaten, 59.700 Reservisten und 14.200 Beamte. Es umfasste alle operativen Truppen im Vereinigten Königreich, in Deutschland, Nepal und Brunei. Das Kommando repräsentierte 72 % der Mannstärke der Armee und praktisch alle ihre Kampfkräfte. Die Zusammenführung aller konventionellen Kampfkräfte der Armee in einem Kommando ermöglichte es Aufgaben besser zu priorisieren und die Gemeinkosten zu senken, die zuvor für die Aufrechterhaltung von vier Kommandos im Vereinigten Königreich und in Deutschland aufgewendet wurden.
Im Jahr 2003 wurde Land Command in zwei Einheiten geteilt, das Feldheer (Field Army) und die Regional Forces.
Im April 2008 wurde das Land Command umbenannt in HQ Land Forces, der Befehlshaber wurde zum Commander-in-Chief of HQ Land Forces.

## Oberbefehlshaber des Land Command
- Sir John Wilsey 1995–1996
- Sir Roger Wheeler 1996–1997
- Sir Michael Walker 1997–2000
- Sir Michael Jackson 2000–2003
- Sir Timothy Granville-Chapman 2003–2005
- Sir Richard Dannatt 2005–2006
- Sir Redmond Watt 2006–2008